# Zostérops des Bonin
Apalopteron familiare
Genre
Espèce
Statut de conservation UICN

 NT  : Quasi menacé
Le Zostérops des Bonin (Apalopteron familiare) est une petite espèce d'oiseaux jaune et gris endémique des îles Ogasawara (ou îles Bonin) au Japon. Jusqu'à récemment on le considéré comme appartenant à la famille des Meliphagidae. C'est le seul représentant du genre Apalopteron.

## Sous-espèces
Selon la classification de référence du Congrès ornithologique international (version 3.3, 2013), cet oiseau est représenté par deux sous-espèces :
- Apalopteron familiare familiare (Kittlitz, 1830) ;
- Apalopteron familiare hahasima Yamashina, 1930.